# Агарди, Габор
Габор Агарди (венг. Gábor Agárdy, имя при рождении Габриэль Аркалиян, арм. Գաբրիել Արկալիյան; 2 августа 1922, Сегед, Венгрия — 19 января 2006, Будапешт, Венгрия) —  венгерский актёр, удостоенный высокого звания Актёр нации.

## Биография
Родился в семье армянского портного. Свою первую роль он получил в Szabadtér Színpad в Сегеде, а в 15 уже подписал контракт в местном театре в качестве танцора и «карточного мальчика». Его многообещающую карьеру прервала война: в 1942 году он ушёл на фронт, а затем попал в плен в Кишинёве. Через 9 месяцев он смог вернуться домой и снова стал актёром, а также женился.
С 1937 по 1941 годы Агарди работал в Муниципальном театре. С 1942 по 1953 год он был приглашён в Национальный театр Мишкольца. После этого он отправился в Будапешт, где до 1955 года работал в Театре оперетты. Затем Агарди  был приглашён в Театр Петефи, а с 1964 по 1985 годы работал в Национальном театре.
С 2000 года до своей смерти Агарди был артистом Венгерского театра в Пеште.
За свою жизнь получил множества наград и премий.